# Győző Kulcsár
Győző Kulcsár, né le 18 octobre 1940 à Budapest (Hongrie) et mort le 19 septembre 2018 dans la même ville, est un escrimeur hongrois pratiquant l’épée.
Kulcsár a été quatre fois champion olympique  au total. Son heure de gloire est venue en 1968 lors des Jeux olympiques de 1968 à Mexico où il gagne les deux titres olympiques en jeu à l’épée, l’épreuve individuelle et l’épreuve par équipe.

## Palmarès
- Jeux olympiques
  -  Médaille d'or à l’épée individuelle aux Jeux olympiques de 1968 à Mexico
  -  Médaille d'or à l’épée par équipe aux Jeux olympiques de 1964 à Tokyo
  -  Médaille d'or à l’épée par équipe aux Jeux olympiques de 1968 à Mexico
  -  Médaille d'or à l’épée par équipe aux Jeux olympiques de 1972 à Munich
  -  Médaille de bronze à l’épée individuelle aux Jeux olympiques de 1972 à Munich
  -  Médaille de bronze à l’épée individuelle aux Jeux olympiques de 1976 à Montréal
- Championnats du monde
  -  Médaille d'or à l’épée par équipe aux Championnats du monde 1970 à Ankara
  -  Médaille d'or à l’épée par équipe aux Championnats du monde 1971 à Vienne
  -  Médaille d'argent à l’épée par équipe aux Championnats du monde 1969 à La Havane